# Sporvognsulykken på Sannergata
Sporvognsulykken på Sannergata (Trikkeulykken i Sannergata) var en ulykke, der fandt sted 15. maj 1937 på Sannergata i Oslo, hvor en person omkom og flere blev kvæstet, da en sporvogn blev afsporet. Vogntypen, populært kaldet Gullfisk, var blevet leveret til Oslo Sporveier i februar samme år. Meget tyder på at vognstyreren ikke var fortrolig med styringen af vognen og fejlbetjente den.

## Forløb og årsag
Oslo Sporveiers vogn nr. 158 var på vej fra Torshov i sydgående retning, da den fik problemer med bremserne i Vogts gate. Den kolliderede med en lastbil i krydset Toftes gate/Sannergata og afsporedes derefter i kurven ind i Sannergata. Vognen endte i husmuren ved Borgs glassmagasin. En fodgænger blev klemt mellem sporvognen og husmuren og omkom senere af sine kvæstelser.
Vognen der var involveret i ulykken havde en for den tid avanceret regulering af motorstrømmen, der blandt andet kunne tilbageføre energi ved bremsning. Desuden var der flere bremsesystemer, men de var indbyrdes forseglede, blandt andet for at undgå overbremsning med blokering af hjulene til følge. Hovedårsagen til ulykken var at vognstyreren ikke var vant til dette. Ydermere havde vognen kørt forkert ved Torshov og var blevet bakket tilbage på det rigtige spor. Vognstyreren glemte formentlig at sætte kontrolleren på frem bagefter, og da han ville bremse, fungerede de elektriske bremser (motorbremsen) ikke, fordi de vendte forkert elektrisk.
Vognstyreren indså ikke, at han først måtte løse forseglingen mellem de elektriske bremser og trykluftbremsen for at få kontrol over vognen med den. Trykluftbremsen kunne ikke slås til, hvis kontrolleren ikke stod i 0-stilling. Skinnebremserne fungerede dårligt ved høj hastighed, og man antog, at vognstyreren aldrig nåede at prøve håndbremsen.